# 티아지드

티아지드계 분자들의 모구조인 벤조티아디아진

티아지드(thiazide, /ˈθaɪəzaɪd/)는 황을 포함하는 유기 분자의 한 종류를 가리키기도 하며, 벤조티아디아진의 화학적 구조를 기본으로 하는 이뇨제를 뜻하기도 한다. 티아지드계 약물은 1950년대 Merck and Co.에서 발견하고 개발하였다. 티아지드계 약물 중에서 가장 먼저 사용이 승인된 약물인 클로로티아지드는 디우릴(Diuril)이라는 상품명으로 1958년부터 판매되었다. 대부분의 국가에서 티아지드는 고혈압약 중에서 가장 저렴하게 사용할 수 있는 약물이다.
티아지드 유기 분자는 한 고리에 황과 질소 원자가 인접해 있는 두고리 구조를 하고 있다. 인다파미드와 같은 티아지드 유사 이뇨제가 티아지드 화학적 구조를 가지고 있지 않은데 티아지드라고 불리는 경우가 있어 혼란이 생기기도 한다. 이렇게 티아지드 유사 이뇨제까지 티아지드라고 지칭하는 경우, '티아지드'란 티아지드 수용체에 작용하는 약물을 가리킨다. 티아지드 수용체는 원위곡세뇨관의 내강에서 염화 나트륨(NaCl)을 세포로 이동시키는 나트륨-염소 공동수송체이다. 티아지드계 이뇨제는 나트륨-염소 공동수송체를 억제하여 몸에서 NaCl과 물이 원위곡세뇨관의 내강을 따라 그대로 배설되도록 하고, 그 결과 배설하는 소변의 양이 증가한다. 화학적으로는 티아지드지만 이뇨제가 아닌 물질에는 항미생물 활성을 가지는 메틸클로로아이소티아졸리논이 있다.

## 의학적 사용
티아지드계 이뇨제는 물이 체내에 과도하게 존재하여 발생하는 고혈압과 부종이나, 불균형한 칼슘 대사로 인해 생기는 특정 질환들을 치료하기 위해 사용된다.

### 수분 균형

#### 고혈압
고혈압의 원인은 고령, 흡연, 비만 등으로 다양하다. 고혈압의 기저 원인이 무엇인지 알아낼 수 없어 특발성 고혈압으로 진단하게 되는 경우도 있다. 원인에 관계없이, 특별한 초기 증상 없이 아주 높은 수준의 고혈압이 생기는 환자도 있다. 조절되지 않는 고혈압은 결국 심장, 콩팥, 눈에 손상을 입힌다. 운동을 늘리거나 살을 빼는 등 생활 방식의 변화가 혈압 감소에 도움이 될 수 있다.
티아지드와 티아지드 유사 이뇨제는 1958년 처음으로 개발된 이후로 꾸준히 이러한 고혈압에 대해 사용되어 온 약물이다. 이 약들이 고혈압 치료에 기본적으로 쓰여 온 지난 수십 년간의 기록은 대부분의 환자에서 효과가 잘 작동한다는 것을 보여준다. 저용량 티아지드는 ACE 억제제, 베타 차단제, 칼슘 통로 차단제 등의 다른 고혈압약과 마찬가지로 대부분의 환자가 무리 없이 잘 복용할 수 있는 약물이다. 일반적으로 티아지드와 티아지드 유사 이뇨제는 고혈압으로 인한 사망, 뇌졸중, 심근경색, 심부전의 위험을 줄여 주는 효과가 있다.
각국의 임상진료지침에서는 티아지드의 사용에 관하여 각각 다르게 기술하고 있다. 대한민국의 2022년 고혈압 진료지침에 따르면 티아지드와 티아지드 유사 이뇨제는 다른 여러 약물과 함께 고혈압의 일차 치료제이다. 미국의 지침에서는 티아지드를 고혈압에 대한 일차 치료제로 권고한다. 코크란에서 시행한 체계적 문헌고찰 연구에서는 특히 저용량 티아지드를 고혈압에 대한 최초 약제로 사용할 것을 권고한다. 저용량 티아지드는 고혈압을 치료하는 데에 있어서 베타 차단제보다 우수하며, ACE 억제제와 효과가 비슷하다. 유럽에서는 티아지드가 고혈압의 치료에 권고되는 약제로 꼽힌다. 그러나 영국 국립보건임상연구소(NICE)에서는 ACE 억제제와 칼슘 통로 차단제를 성인의 고혈압 치료에 일차 치료제로 권고한다. NICE에 따르면, 만일 환자의 심부전 발생 위험이 높다면 티아지드를 초기 치료제로 선택할 수 있다. 오스트레일리아에서는 티아지드 사용과 제2형 당뇨병 위험 증가 간의 관련성을 이유로 티아지드를 ACE 억제제로 교체하였다.
| 종류                 | 성분명               | 저용량 역치 (mg/day) |
| -------------------- | -------------------- | -------------------- |
| 티아지드계 이뇨제    | 클로로티아지드       | {\displaystyle <}500 |
| 티아지드계 이뇨제    | 히드로클로로티아지드 | {\displaystyle <}50  |
| 티아지드계 이뇨제    | 벤드로플루메티아지드 | {\displaystyle <}5   |
| 티아지드계 이뇨제    | 메티클로티아지드     | {\displaystyle <}5   |
| 티아지드계 이뇨제    | 트리클로르메티아지드 | {\displaystyle <}2   |
| 티아지드 유사 이뇨제 | 클로르탈리돈         | {\displaystyle <}50  |
| 티아지드 유사 이뇨제 | 인다파미드           | {\displaystyle <}5   |

#### 요붕증
요붕증은 농도가 옅은 다량의 소변을 보는 다뇨증과, 갈증을 심하게 느껴 물을 다량으로 마시는 다음증을 특징적으로 보이는 질환이다. 다양한 원인으로 요붕증이 발생할 수 있는데, 신성 요붕증은 콩팥이 바소프레신에 잘 반응하지 못하여 발생하고, 중추성 요붕증은 바소프레신의 생산량 자체가 충분하지 못하여 발생한다. 티아지드는 신성 요붕증 환자의 소변 배설량을 오히려 떨어뜨리기 위해서 사용할 수 있다. 또한 중추성 요붕증이 있는 신생아의 저나트륨혈증 치료에도 유용할 수 있다.

### 칼슘 균형

#### 요로결석
티아지드는 고칼슘뇨증으로 인해 발생한 신장결석과 방광결석을 치료하는 데에 유용하다. 티아지드는 원위세뇨관에서의 칼슘 재흡수를 증가시켜 소변의 칼슘 양을 줄여줄 수 있다. 티아지드를 구연산 칼륨과 함께 사용하고, 물의 섭취량을 늘리며 옥살산염과 나트륨을 덜 섭취했을 때 칼슘이 포함된 신장결석의 형성을 느리게 하거나 아예 역전시킬 수 있다. 티아지드 유사 이뇨제인 인다파미드 고용량 치료는 특발성 고칼슘뇨증을 치료하기 위해 쓰인다.

#### 덴트병
덴트병은 X염색체 열성으로 유전되는 유전병으로, 전해질 이상과 함께 반복적으로 신장결석이 만들어지는 질환이다. 티아지드는 덴트병의 증상 치료에 쓰일 수 있다. 덴트병을 가진 두 형제를 대상으로 한 증례 연구에서는 2년간 히드로클로로티아지드로 치료했을 때 신장결석의 발생률이 줄어들고 콩팥 기능은 개선되었다고 보고하였다. 티아지드 유사 이뇨제인 클로르탈리돈은 연구에 참여했던 CLCN5 유전자가 비활성화된 8명의 남성 중 7명에서 소변의 옥살산 칼슘을 줄이는 효과를 보였다고 보고되었다. CLCN5 유전자가 비활성화되면 제1형 덴트병의 원인이 된다. 덴트병은 희귀 질환이기 때문에 대규모 조절 시험을 시행하기 어려워, 덴트병을 대상으로 한 티아지드 사용에 관한 대부분의 근거는 너무 적은 수의 환자를 대상으로 한 연구이다. 따라서 광범위한 덴트병 환자에 대한 권고 사항을 만들기에는 어려운 상황이다.

#### 골다공증
저칼슘혈증은 식사를 통한 칼슘의 흡수를 부족하게 하거나, 칼슘의 배설을 늘릴 수 있는 여러 가지 질환들에 의해 유발될 수 있다. 칼슘 균형 양성이란 칼슘 배설이 줄어들고 섭취량은 유지되어 몸 안에 칼슘이 잘 남아 있는 상태를 말한다. 칼슘 보유량이 많아지면 골밀도가 높아지고 골다공증 환자에서 골절 위험이 줄어든다고 알려져 있다. 그 작용 기전은 잘 알려져 있지 않지만, 티아지드는 직접 조골세포 분화와 골무기질 형성을 자극하여 골다공증의 경과를 느리게 한다.

### 그 외
티아지드나 고리 이뇨제를 정맥 주사 수액으로 투여하여 브로민 중독을 치료할 수 있다.

## 작용 기전

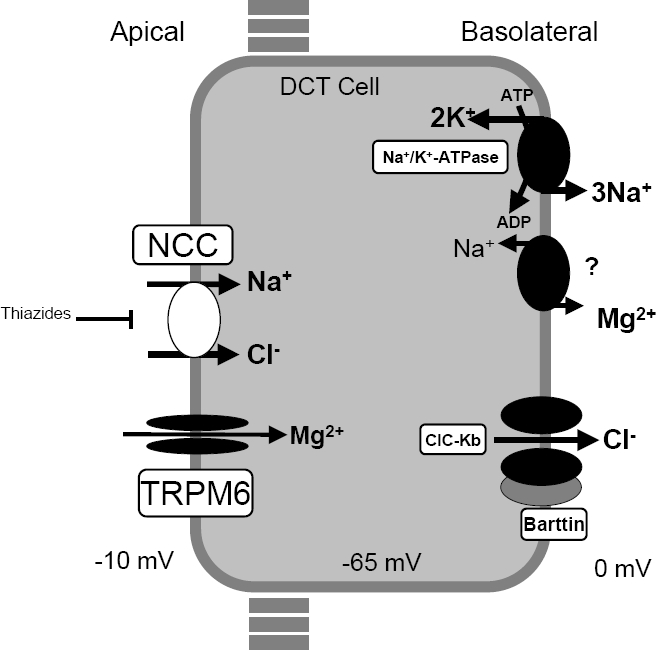
티아지드계 이뇨제가 원위곡세뇨관에서 작용하는 기전을 나타낸 그림

티아지드계 이뇨제는 콩팥의 원위곡세뇨관에서 나트륨-염소 공동수송체를 차단하는 방식으로 나트륨(Na+)과 염소 이온(Cl−)의 재흡수를 억제하여 고혈압을 조절한다.
또한 티아지드계 이뇨제는 원위세뇨관에서의 칼슘 재흡수를 증가시킨다. 티아지드가 세뇨관 상피세포에서 나트륨 농도를 낮추면서, 세포내 나트륨 농도를 유지하기 위해 간접적으로 기저외측막의 나트륨-칼슘 교환체 활성이 증가하는 효과가 생긴다. 이때 칼슘은 나트륨과 반대 방향으로 이동하여 상피세포를 떠나 콩팥 간질로 이동한다. 따라서 세포내 칼슘 농도는 감소하고, 그 덕분에 정단막의 칼슘 선택적 통로인 TRPV5를 통해 더 많은 칼슘이 세뇨관 내강에서 상피세포로 들어올 수 있게 된다. 즉, 세포 안에 칼슘이 티아지드로 인해 적어지면서 내강에서 세포로 칼슘이 이동하려 하는 경향이 강해진다.
한편 티아지드는 나트륨의 고갈로 인해 근위세뇨관에서 나트륨과 칼슘의 재흡수 기전이 발생하고, 이를 통해 칼슘의 재흡수를 증가시킨다고도 생각된다. 이러한 기전은 부분적으로 부갑상선 호르몬의 작용 증강으로 인한 것이다.

## 부작용

네프론의 전반적인 기능과 티아지드계 이뇨제가 작용하는 방식을 나타낸 그림

티아지드계 이뇨제는 두 가지 간접적인 기전을 통해 혈중 칼륨 농도를 감소시킬 수 있다. 하나는 네프론의 원위곡세뇨관에서 나트륨-염소 공동수송체를 억제하는 것이고, 다른 하나는 집합관에서 나트륨-칼륨 ATP가수분해효소를 활성화시키는 알도스테론을 자극하는 것이다. 나트륨-염소 공동수송체가 억제되면 소변 안에서 나트륨과 염소 농도가 증가한다. 소변이 집합관에 도달하면 증가한 나트륨과 염소로 인해 나트륨-칼륨 ATP가수분해효소가 활성화되고, 그 결과 나트륨의 재흡수과 칼륨의 분비가 증가한다. 티아지드계 이뇨제의 장기간 투여는 체내 총 혈액량을 감소시킨다. 이로 인해 레닌-안지오텐신계가 활성화되며 알도스테론의 분비가 자극되고, 따라서 나트륨-칼륨 ATP가수분해효소가 활성화되어 같은 방식으로 칼륨의 배설량이 증가한다. 그러므로 티아지드는 저칼륨혈증이 부작용으로 나타날 수 있고, ACE 억제제를 티아지드와 병용하여 이러한 저칼륨혈증을 예방할 수 있다. 또한 티아지드로 인한 저칼륨혈증은 칼륨 보충 치료에 잘 반응한다고 알려져 있다.
나트륨의 재흡수를 가장 잘 억제하는 이뇨제는 고리 이뇨제이지만, 대부분의 저나트륨혈증은 티아지드로 인해 발생한다. 이는 티아지드는 유리수분청소율을 감소시키며, 고리 이뇨제와 비교했을 때 소변의 농축 능력에 관여하지 않기 때문이다. 또한 물을 많이 마시며 바소프레신의 분비가 증가하며 희석성 저나트륨혈증 발생에 기여할 수 있다. 또한 만성적으로 티아지드를 투여할 시 인슐린 저항성이 증가하여 고혈당증에 이를 수 있다. 그 외에 고칼슘혈증, 저칼슘뇨증, 저마그네슘혈증, 고요산혈증, 고중성지방혈증, 고콜레스테롤혈증 등의 혈액 이상이 티아지드와 관련이 있다.
티아지드 투여 시 드물게 보고되는 부작용으로 스티븐스-존슨 증후군, 혈소판감소증, 무과립구증이 있다. 또한 혈청 칼슘 농도가 올라가며 급성 췌장염의 발생 위험을 높일 수 있다.

### 금기증
요산은 티아지드와 같은 수용체에 대해 경쟁하므로, 티아지드는 요산의 청소율을 떨어뜨려 혈중 요산 농도를 높인다. 따라서 통풍이나 고요산혈증이 있는 환자에게 티아지드를 사용할 때에는 주의해야 한다.
티아지드는 태반으로의 관류량을 감소시켜 태아에게 부정적인 영향을 미칠 수 있으므로 임신 중 사용을 피해야 한다.
티아지드는 모유로 이동하여 모유의 양을 감소시킬 수 있다. 또한 티아지드는 분만 이후 수유를 받는 신생아에게 중대한 부작용을 일으킬 수 있으므로 수유모에게는 주의해서 투여해야 한다.